# Isidoro Sabino Ferreira
Isidoro Sabino Ferreira, mais conhecido por Actor Isidoro CavSE (Lisboa, 2 de novembro de 1828 — Lisboa, 23 de setembro de 1876), foi um ator, encenador, dramaturgo, tradutor e empresário português do século XIX, um dos mais aclamados atores da sua época no género cómico e dramático.

## Biografia
Originário de uma família humilde e de poucos recursos, Isidoro Sabino Ferreira nasceu a 2 de novembro de 1828, na Travessa da Pereira ao Cardal, freguesia de Santa Engrácia, em Lisboa, filho de Lino José Ferreira, remador do arsenal da Marinha, natural de Olhão e de sua mulher, Maria Joaquina da Conceição, natural de Lisboa. Aos 11 anos já trabalhava numa oficina de chapeleiro e aos 13 era aprendiz de tecelão, numa fábrica em Xabregas. Ele próprio organizava grupos amadores para representar e declamar poemas, alguns que ele próprio escrevia, representando em público pela primeira vez a 13 de junho de 1846. Em 1847 entrou como comparsa – uma figuração muda e não remunerada – em Gonçalo Henriques ou O Traga Moiros, no Teatro Nacional D. Maria II e ali ficou por dois anos.

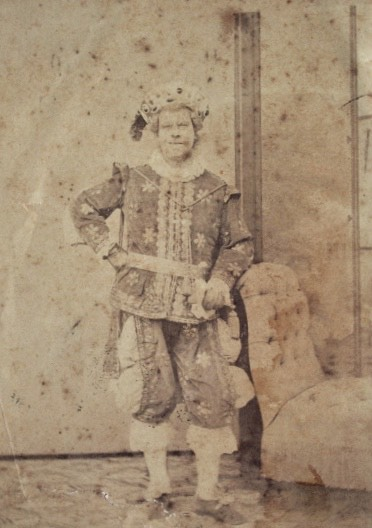
Actor Isidoro em personagem na peça Barba Azul (1868, J. C. da Rocha, Biblioteca-Arquivo do Teatro Nacional D. Maria II).

A 16 de julho de 1849, aos 20 anos, representou no Teatro de Almada e a cobrar bilhete a quem estava a banhos na "Outra Banda". A 13 de outubro do mesmo ano, representou ali também A vingança, comédia em 5 atos e Os políticos do século XIX, comédia em 1 ato.
A 24 de agosto de 1851, casou na Igreja de São Tomé, em Lisboa, no bairro de Alfama, com Maria José da Soledade, natural da freguesia de São Miguel de Alfama, de Lisboa e filha de Lourenço Salvado e de sua mulher, Claudina Rosa, de quem não teve filhos.
Foi também no mesmo ano de 1849 que se estreou como profissional, na comédia Uma Fraqueza, no Teatro do Salitre, graças ao Actor Taborda que foi seu padrinho artístico e que mais tarde, a 7 de abril 1853, também o levará para o Teatro Gymnasio, onde se estreou na comédia Atraz d’uma mulher. Em 1855, fez a sua primeira revista no Gymnasio, ao lado de Taborda e da vedeta francesa Emília Letroublon, conseguindo vibrantes aplausos em dois papéis cómicos – o Enviado do Brasil e o Neptuno do Chafariz do Loreto – e foi para esse elenco que Isidoro escreveu a Revista de 1862. Será ainda com Taborda que fará sociedade para ser empresário do Teatro de Almada, cujo público era constituído sobretudo por famílias que se encontravam a banhos. Obteve também grande successo na paródia Andador das almas e conservou-se no Gymnasio até 1858.

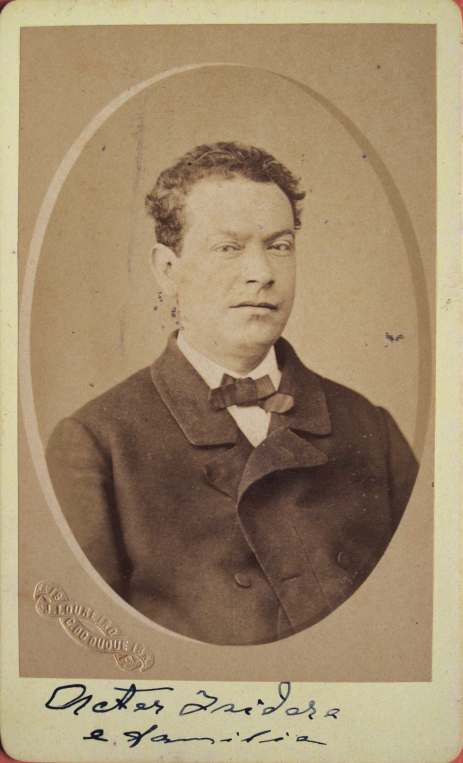
Actor Isidoro (J. Loureiro & C. do Duque, Biblioteca-Arquivo do Teatro Nacional D. Maria II).

Em 1858, Isidoro mudou-se para o Teatro das Variedades Dramáticas, nova denominação do antigo Teatro do Salitre, obtendo um enorme êxito na mágica Loteria do Diabo. Neste teatro, como ator e ensaiador, Isidoro confirmou o seu merecimento em inúmeras peças de diversos géneros. A 1 de junho de 1861 foi classificado como ator de primeira classe pelo conselho dramático. Nessa ocasião fez uma excursão a Évora e, à volta, entrou de novo para o Gymnasio. Teve então uma época brilhante, desempenhando primorosamente e com graça inexcedível centenas de comédias.
O Actor Isidoro revelou-se exímio também no drama e foi mestre dos atores António Pedro e Joaquim de Almeida. Foi também, em 1863, ensaiador em substituição de José Carlos dos Santos, que sucedera a Pinto Carneiro. Foi também um excelente improvisador. António de Sousa Bastos, refere, na sua obra Diccionario do theatro portuguez (1908): "Foi um grande improvisador o excellente actor Izidoro, que recheiava as peças de ditos seus, que faziam grande efeito nos espectadores."

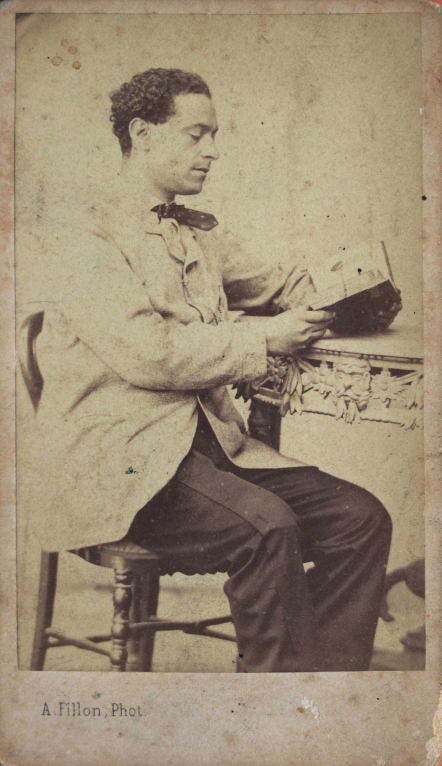
Actor Isidoro (Alfred Fillon, Biblioteca-Arquivo do Teatro Nacional D. Maria II).

A 1 de novembro de 1863 passou a ser ator residente do D. Maria II, estreando-se a 14 de novembro em Os Mistérios de um Nigromante, recebendo o maior salário dos artistas. Aí agradou imensamente o público em Homens ricos, Caturras, Paz doméstica, Coração e arte, etc. Foi em seguida com Francisco Palha para o Teatro da Rua dos Condes e depois participou na inauguração do Teatro da Trindade a 30 de novembro de 1867, no elenco da primeira peça, A Mãe dos Pobres, de Ernesto Biester. Isidoro também se dedicou a fazer traduções de peças e a escrevê-las, de que são exemplo Um homem sem inimigos: revista em 3 actos e 6 quadros (1862), Sem jantar: comedia em um acto (1863), Em quarta feira de cinza!: scena cómica original (1867), Fóra d’horas: comédia em um acto (1873), para além de colaborar em vários jornais.
Isidoro esteve no D. Maria II até 1876, ano em que morreu. No seu grande repertório figuravam, entre muitas outras, as seguintes peças: Andador das almas, Tio Paulo, Loteria do Diabo, Não é com essas!, Homens ricos, Duas bengalas, Por um triz, Família Benoiton, Jantar amargurado, Caturras, Conspiração na aldeta, Agiota em miniatura, Procópio Baeta, Para França por Tavira, Filha do Avarento, Filho famílias, Nas armas do touro, Paz doméstica, Pupilas do sr. Reitor, Coração e arte, Barba Azul, Sem jantar, Gata borralheira, Dois irmãos unidos, Cozinha, casa de jantar e sala, Precisa-se d'uma senhora para viajar, Criada ama, Homens de Bronze, Fausto o petiz, etc.
Júlio César Machado, que escrevera propositadamente O Tio Paulo para ele interpretar, também lhe escreveu a biografia em 1859 e o próprio Isidoro reproduziu-a quase na íntegra nas suas Memórias (1876), acrescentando pormenores rigorosos como ter visto subir o pano 9177 vezes e ter ganho em 26 anos de carreira 17412$970 réis. Isidoro foi ainda agraciado com o grau de Cavaleiro da Ordem de Santiago da Espada, de mérito científico, literário e artístico, em 1875. Camilo Castelo Branco menciona-o nas suas Novelas do Minho: "Por fim, o enjeitado, erguendo-se de salto e olhando em redor tão sinistramente quanto cabe na rubrica de um drama e na pupila fulva do Sr. Isidoro Sabino Ferreira na tragédia, disse com o esbofar das angústias vertiginosas: – Assim com’assim… mato-me!".
Isidoro Sabino Ferreira faleceu às 11 horas da manhã de 23 de setembro de 1876, aos 47 anos, na sua residência, o segundo andar do número 32 da Rua Direita de São Vicente, freguesia de São Vicente de Fora, em Lisboa, sendo sepultado no Jazigo dos Artistas Dramáticos do Cemitério dos Prazeres, na mesma cidade. Muitas foram as homenagens ao grande ator, nomeadamente o fecho dos teatros no dia do seu funeral, que foi acompanhado por centenas de pessoas, de todas as classes e profissões.
Foi homenageado na toponímia da cidade de Lisboa na Rua Actor Isidoro, uma artéria do Bairro dos Atores (freguesia de Alto do Pina), fixado por deliberação camarária de 23 de março de 1932 e consequente Edital de 31, o qual também ali colocou diversos nomes de atores do Teatro Português.